# گئورگ ویت
گئورگ ویت (آلمانی: Georg Witt؛ ۱۴ ژانویه ۱۸۹۹ – ۱۷ آوریل ۱۹۷۳) تهیه‌کننده فیلم اهل آلمان بود.
وی تهیه‌کننده فیلم‌هایی همچون اورینت اکسپرس و بادبزن خانم ویندیرمیر بوده‌است. ویت همچنین برندهٔ جوایزی همچون جایزه فیلم آلمان شده‌است.